# 浅地庄太郎
浅地 庄太郎（あさじ しょうたろう、1905年〈明治38年〉3月16日 - 1983年〈昭和58年〉8月8日）は、日本の実業家。日本不動産管理を設立し、日本初の契約によるビル管理業を生み出した。ビル管理業、ビルメンテナンス業界の発展に尽力し、ビルメンテナンス協会を設立。ビル管理業・業界のあり方を規定する社会的な取り組みを行った。

## 経歴

### 生い立ち
1905年（明治38年）3月16日、石川県金沢市瓢箪町に浅地伊三郎・すずの長男として出生。兄弟は、姉の葉留と弟の多吉、妹の光子の4人であった。実家は機を織る機屋「浅庄」を経営していた。1912年（大正元年）に瓢箪町尋常小学校に入学し、小将町高等小学校に進学。1919年（大正8年）に改めて金沢商業学校予科を受験して進学した。

### 菊屋に就職
1923年（大正12年）、金沢商業学校を卒業後、輸入食料品の取扱販売業を営む東京銀座の菊屋に就職。1925年（大正14年）の入社3年目に、菊屋渋谷店の店長に抜擢される。菊屋はその前年となる1924年の夏に中軽井沢・沓掛に夏季限定の軽井沢店を開店。夏の間は軽井沢に派遣された。1928年（昭和3年）には、同店の店長に就任した。
1932年（昭和7年）、菊屋は取引先の一つである共同漁業（日本水産の前身）の新会社合同食品の設立に資本参加し、その取締役として出向した。合同食品はその後、親会社・共同漁業の方針変更により数年で解散となった。

### 日本栄養食の設立に参加
1938年（昭和13年）、合同食品の取締役をしていた牧野權一の誘いにより新会社の日本栄養食の設立に参加、代表取締役となった。業務内容は、社員食堂の受託であった。太平洋戦争を控え、軍需関連工場からも受注したことで業績は順調に進展し、北陸をはじめ、中部、関西、中国地方へと業務を拡大した。業務内容が、戦時下の栄養や保健、衛生面で重要な役割を担うことから、浅地は1941年（昭和16年）12月から終戦までの間、厚生省栄養審議会委員と警視庁嘱託に任命されていた。 

### 進駐軍の受入
終戦後の1945年（昭和20年）8月22日、帝国ホテルの当時の支配人で、連合軍受入設営委員会（後に終戦事務連絡委員会を経て、終戦連絡事務局）の宿舎設営委員だった犬丸徹三からの紹介で、受入設営委員会のメンバーとなった。具体的には、将校用の宿舎や連合国関係の外交官、同行の報道関係者などが宿舎とする建物接収と、通訳等を担当した。後には、連合国軍最高司令官総司令部（GHQ）住宅建物局の所属に加えられ、日本人首席顧問となった。業務内容も、宿舎の管理、補修、清掃と増え、人員の採用も監督するようになった。進駐軍では、火災・盗難の予防対策や衛生対策、清掃方法などの管理手法が合理化、マニュアル化されていたため、それに基づいてアメリカ式の管理手法を習得した。

### 日本不動産管理・日本ビルサービスの設立
1951年（昭和27年）4月28日のサンフランシスコ講和条約の発効でGHQは活動を終了したが、アメリカ大使館の総合的な管理業務が残っていた。米国国務省はこの業務を日本の業者を対象に競争入札とした。請負業務は、ビル設備管理、警備防災管理、清掃管理を行うビルの総合管理であったが、当時、国内には他人のビルを総合管理するという概念はなく、専門の会社もなかった。そこで、三菱地所の社長・渡辺武次郎は、浅地が一切の業務引き受けることを条件にこれに応じた。応札に当たって、ビル管理業の請負会社として日本不動産管理株式会社を設立。競争入札で落札したことにより、日本で初めてとなる、契約によるビル管理業がスタートした。
日本不動産管理では、ビル設備管理、警備防災管理、清掃管理などの業務の他にも、エレベーターの保守・運行、電話交換機のオペレーション、ボイラーや電気設備の配線配管工事、トイレ関連の保全・補修、庭園管理、家具類の手入れ、フロント業務、物品供給など、その業務は多岐にわたった。日本不動産管理の管理手法は、アメリカ流が取り入れられた。GHQ職員が現場で使用していたテクニカルマニュアル『カストディアル・サービス・アンド・サプライズ』を、日本語版『建物管理業務と資材』に翻訳し、日本人従業員に使いやすいように改訂した（翻訳・改訂：田中定二）。1957年（昭和32年）、日本不動産管理の業務と人員の一切を引き継いで、契約によるビル管理業専門の会社として日本ビルサービスを設立、社長に就任。建物管理面積は総計26万㎡、社員数はパートも含めて1000人に達した。
浅地はビル管理業を一つの業界として確立、発展させたいと考え、同業者で鈴木貞一郎が代表を務めるビル代行をはじめ、白青社、東京不動産管理、日本不動産管理の４社で「四社会」という集まりを持った。これを元として、1961年（昭和36年）7月には「東京ビルメンテナンス懇話会」が発足。翌1962年5月には「東京ビルメンテナンス協会」へと発展し、初代会長に就任して全国組織を作るために動き出した。同協会は1964年（昭和39年）に開催された東京オリンピック選手村の清掃管理を担当。1966年（昭和41年）には「全国ビルメンテナンス協会」が発足し、浅地が会長に就任した。同協会は1970年（昭和45年）に大阪で開催された日本万国博覧会の管理も担当した。

### 晩年

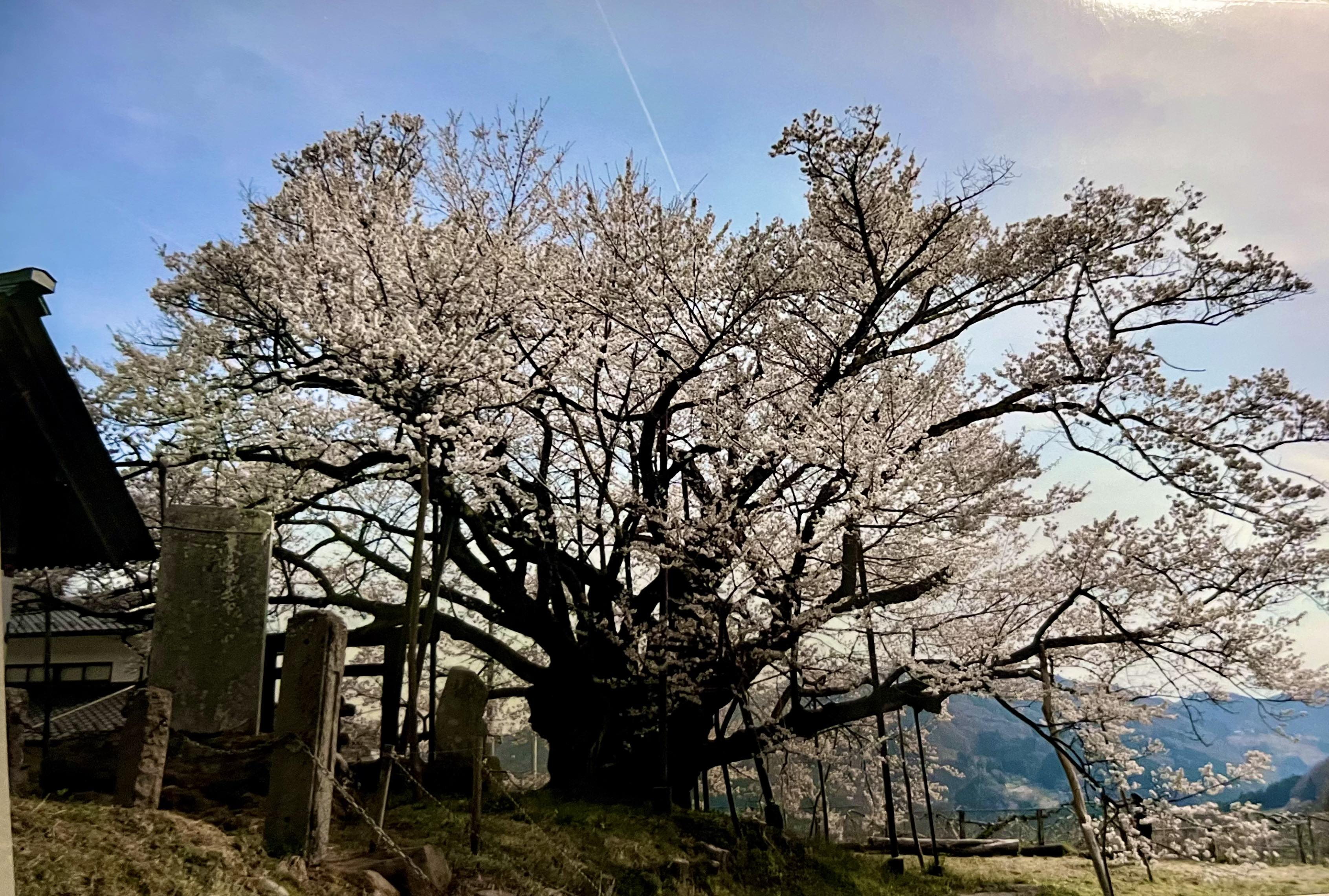
あさじ公園

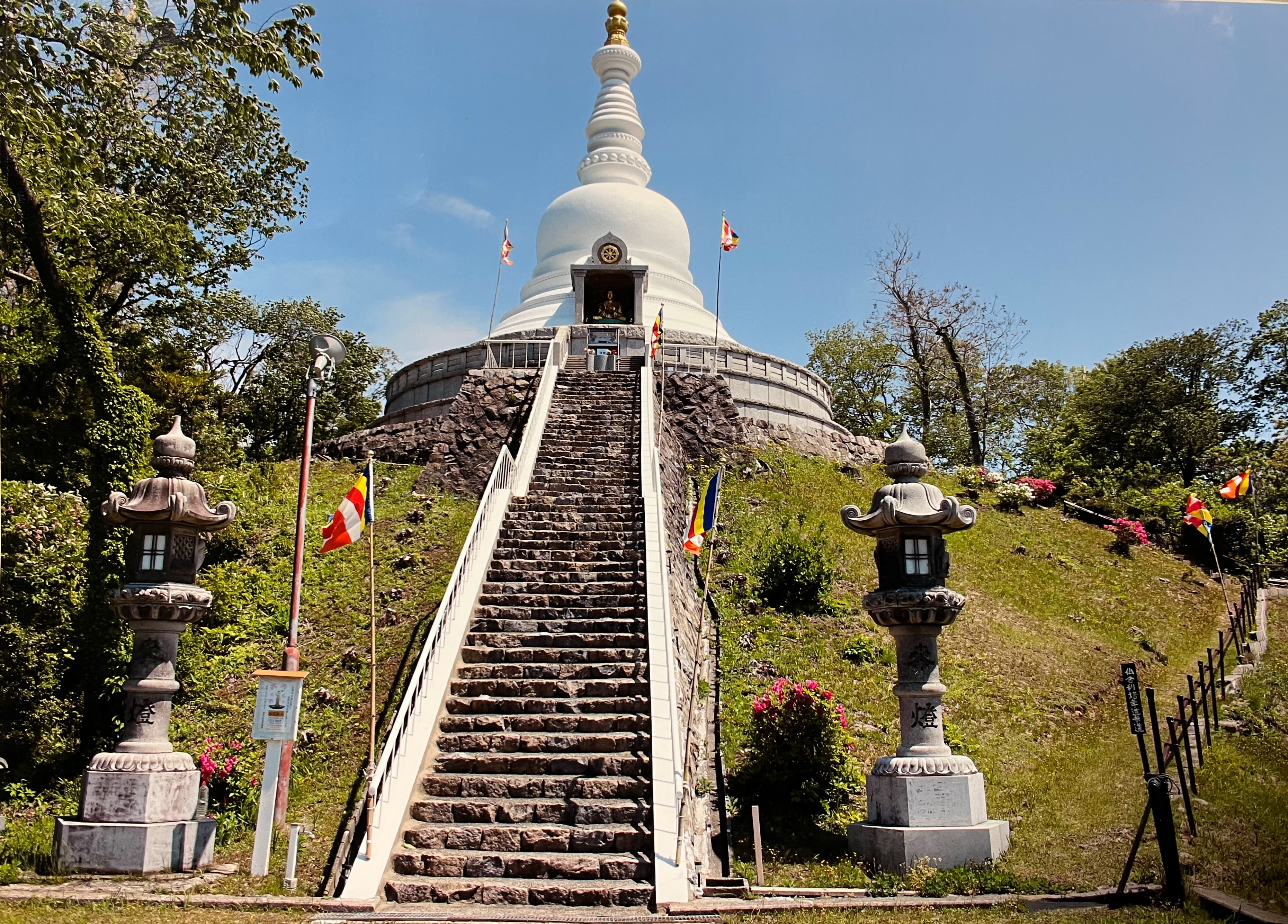
金沢仏舎利塔（石川県金沢市）

1972年（昭和47年）9月、金沢仏舎利塔奉賛会を発足、顧問に就任した。奥卯辰山の所有地1,000坪、あさじ公園（石川県金沢市鈴見台）を日本山妙法寺金沢道場に寄託し、県内の各界各層から集めた浄財を合わせて同地に1974年（昭和49年）9月に金沢仏舎利塔を落慶。
1975年（昭和50年）3月に70歳を迎え、長男の正一に日本ビルサービスと関連会社11社の代表を譲り、会長に就任した。1976年（昭和51年）には⻑年にわたる業界への功績が認められ、勲三等瑞宝章を受章。1979年（昭和54年）6月18日から20日にかけて、世界ビルサービス連盟第一回世界大会がスイスのベルンで開催され、全国ビルメンテナンス協会名誉会長として参加。第一副会長に就任した。1982年（昭和57年）5月10日から15日には、世界ビルサービス連盟第三回世界大会が日本で開催され大会議長を務め、終身名誉会長に選ばれた。
1983年（昭和58年）7月に持病の糖尿病のため順天堂医院に入院、8月8日に死去。78歳没。

## 栄典
- 1955年（昭和30年）9月 - 米国ニューオリンズ市名誉市民の鍵
- 1960年（昭和35年）9月 - 米国サンフランシスコ市名誉市民の鍵
- 1961年（昭和36年）
  - 5月 - 慶應義塾特選塾員
  - 8月 - 米国ロサンゼルス市名誉市民の鍵
- 1962年（昭和37年）5月 - 紺綬褒章
- 1967年（昭和41年）5月 - 通商産業大臣表彰（4回）
- 1970年（昭和45年）9月 - 藍綬褒章
- 1973年（昭和48年）10月 - 厚生大臣表彰
- 1976年（昭和51年）4月 - 勲三等瑞宝章
- 1983年（昭和58年）8月8日 - 正五位